# Chi Cắt sẻ
Chi Cắt sẻ (danh pháp khoa học: Microhierax) là một chi chim trong họ Falconidae. Bao gồm 5 loài cắt nhỏ có kích thước cỡ chim sẻ, với chiều dài 14–20 cm, cân nặng 28-75 gram, sải cánh 27–57 cm. Săn bắt chủ yếu sâu bọ và động vật có xương sống nhỏ. Phân bố ở Đông nam Á.

## Các loài
- Microhierax caerulescens (Linnaeus, 1758): Cắt nhỏ bụng hung, cắt sẻ khoang cổ
- Microhierax erythrogenys (Vigors, 1831): Cắt sẻ Philippine
- Microhierax fringillarius (Drapiez, 1824): Cắt sẻ đùi đen
- Microhierax latifrons Sharpe, 1879: Cắt sẻ trán trắng
- Microhierax melanoleucos (Blyth, 1843): Cắt nhỏ bụng trắng, cắt sẻ khoang